# Rosenkranzkapelle (Effenstätt)

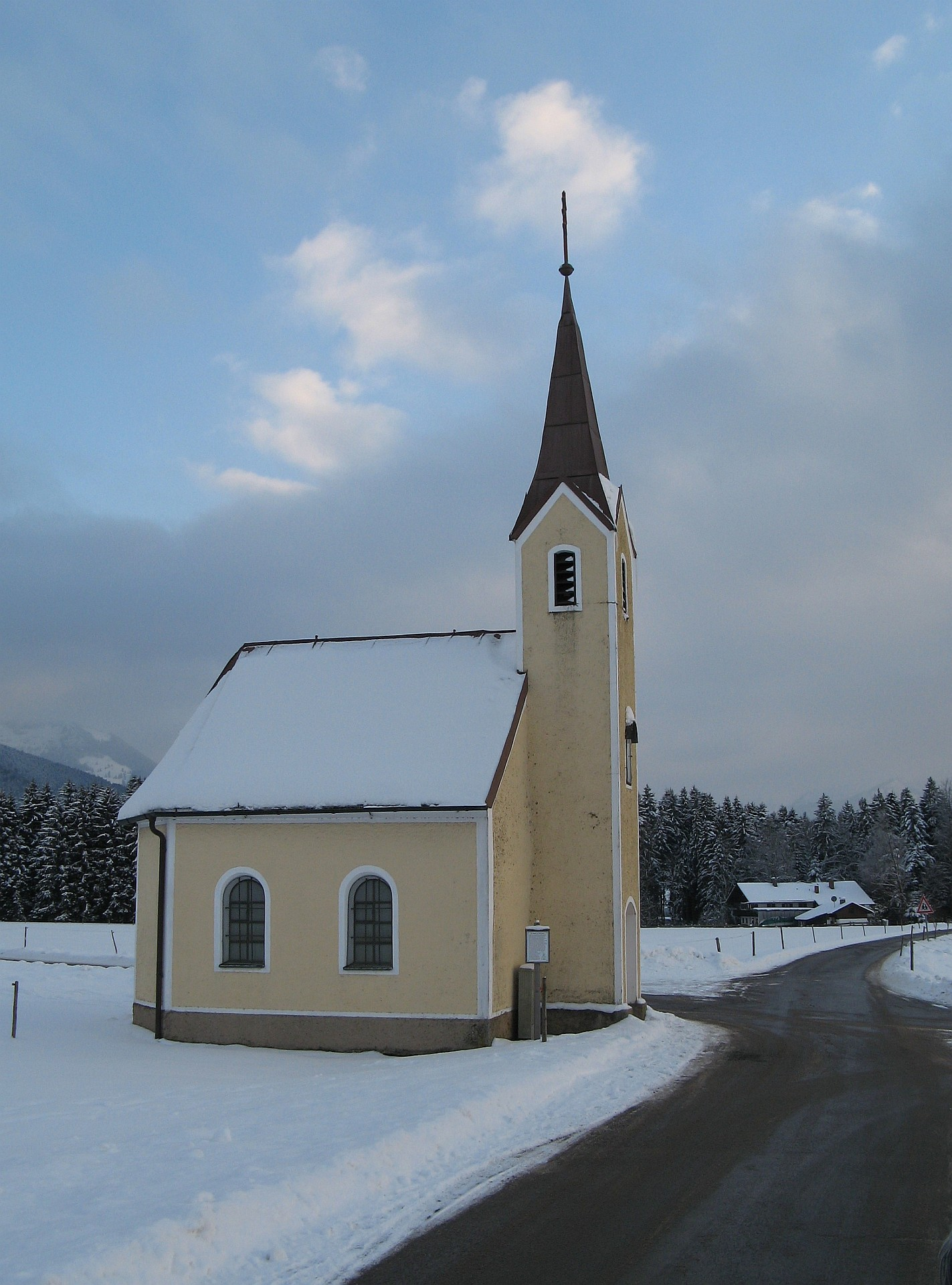
Rosenkranzkapelle in Effenstätt

Die römisch-katholische Rosenkranzkapelle steht in Effenstätt, einem Gemeindeteil von Fischbachau im oberbayerischen Landkreis Miesbach. Das Bauwerk ist in der Liste der Baudenkmäler in Fischbachau als Baudenkmal unter der Nr. D-1-82-114-43 eingetragen.

## Beschreibung
Die Saalkirche wurde 1747 erbaut. Sie besteht aus einem im Osten dreiseitig geschlossenen Langhaus und einem 1809 nach Westen angefügten Kirchturm, der mit einem spitzen Helm bedeckt ist. 
Der Innenraum ist mit einem Tonnengewölbe überspannt. Der Altar wird von barocken Skulpturen des heiligen Sebastian und des Rochus von Montpellier und spätgotischen Skulpturen der Katharina von Alexandrien und des Ulrich von Augsburg flankiert.